# 鉄原駅
鉄原駅（チョルウォンえき）は大韓民国江原道（現・江原特別自治道）鉄原郡にあった京元線の駅（廃駅）である。1950年に朝鮮戦争により破壊され、そのまま廃止となった。金剛山電気鉄道（廃線）の起点駅でもあった。
当駅付近は民間人出入統制区域内にある無人地域で許可なく立ち入りはできない。一時期、京元線を当駅まで復活させる計画があったものの、統制区域内にあるために軍の同意が得られず、最終的に路線ルートと駅を西に移動することとなり、白馬高地駅として開業した。なお、白馬高地駅と当駅はおよそ2.5 km離れている。

## 歴史
- 1912年10月21日：朝鮮総督府鉄道京元線の漣川 - 当駅間の開業により開設。
- 1913年7月10日：京元線が当駅 - 福渓間を延伸開業。
- 1924年8月1日：金剛山電気鉄道開業。
- 1934年6月9日：駅構内に渡線橋及び屋根を設置。
- 1950年：朝鮮戦争により破壊され、そのまま廃止。
- 1988年：駅の遺構が移動復元される。
- 2006年5月3日：「統一念願の枕木紀念碑」設置。
- 時期不明：白馬高地駅から月井里駅まで再開業予定

## 隣の駅
朝鮮総督府鉄道
京元線（1945年当時）
大光里駅 - （新炭里信号場） - 鉄原駅 - 月井里駅
金剛山電気鉄道
鉄原駅 - 四要駅

## ギャラリー

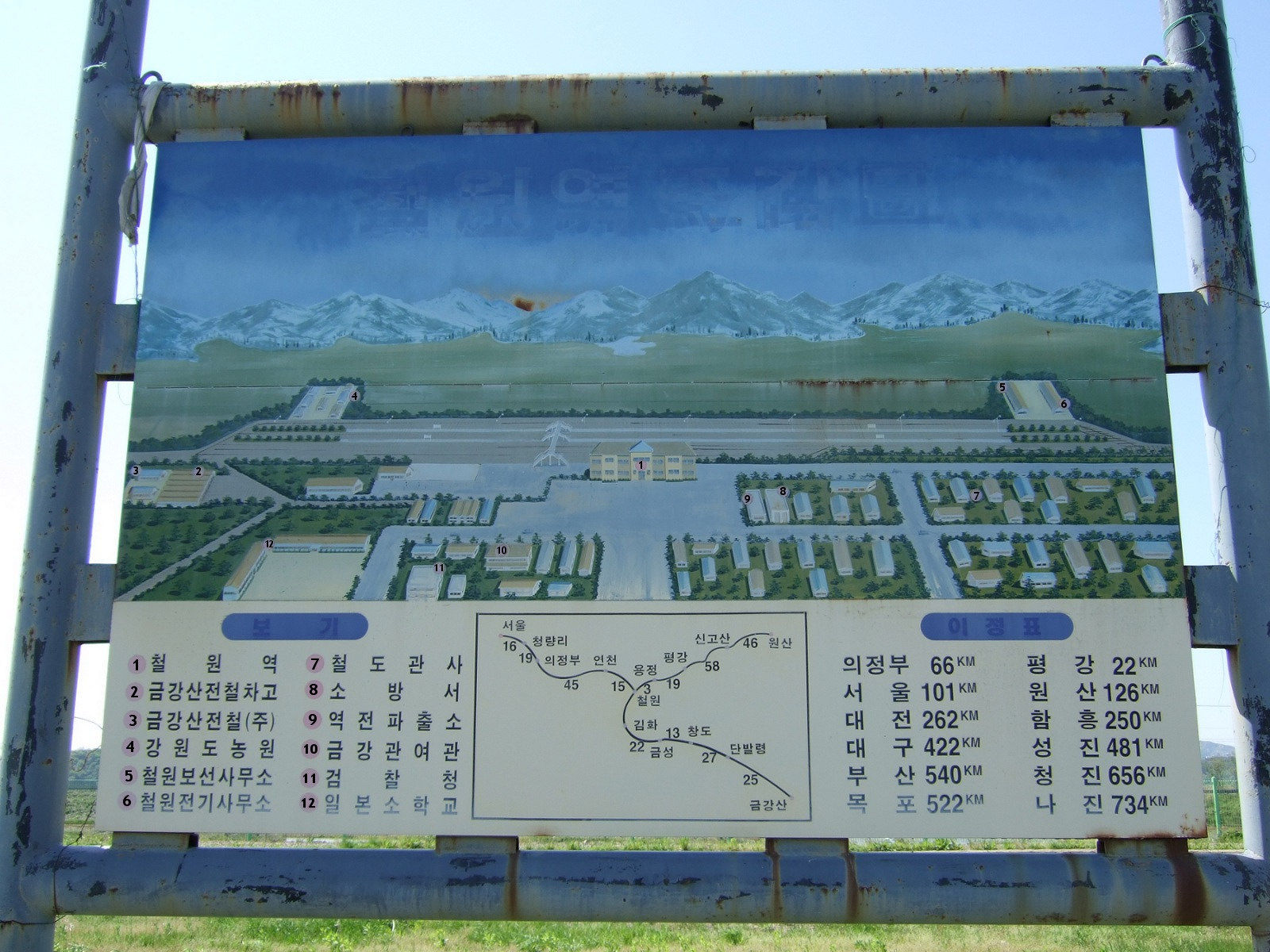
かつての建物配置図
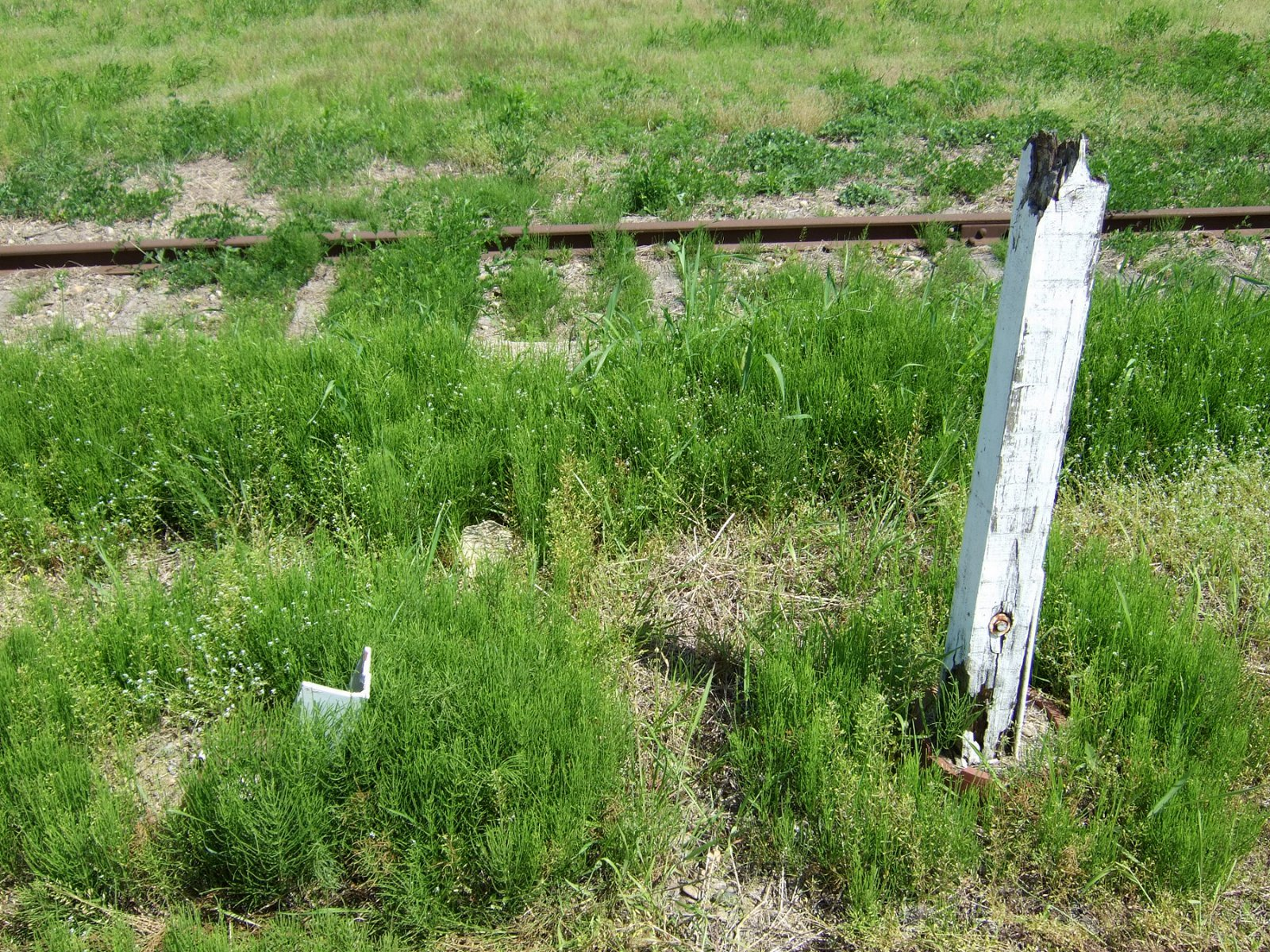
破損した駅名標
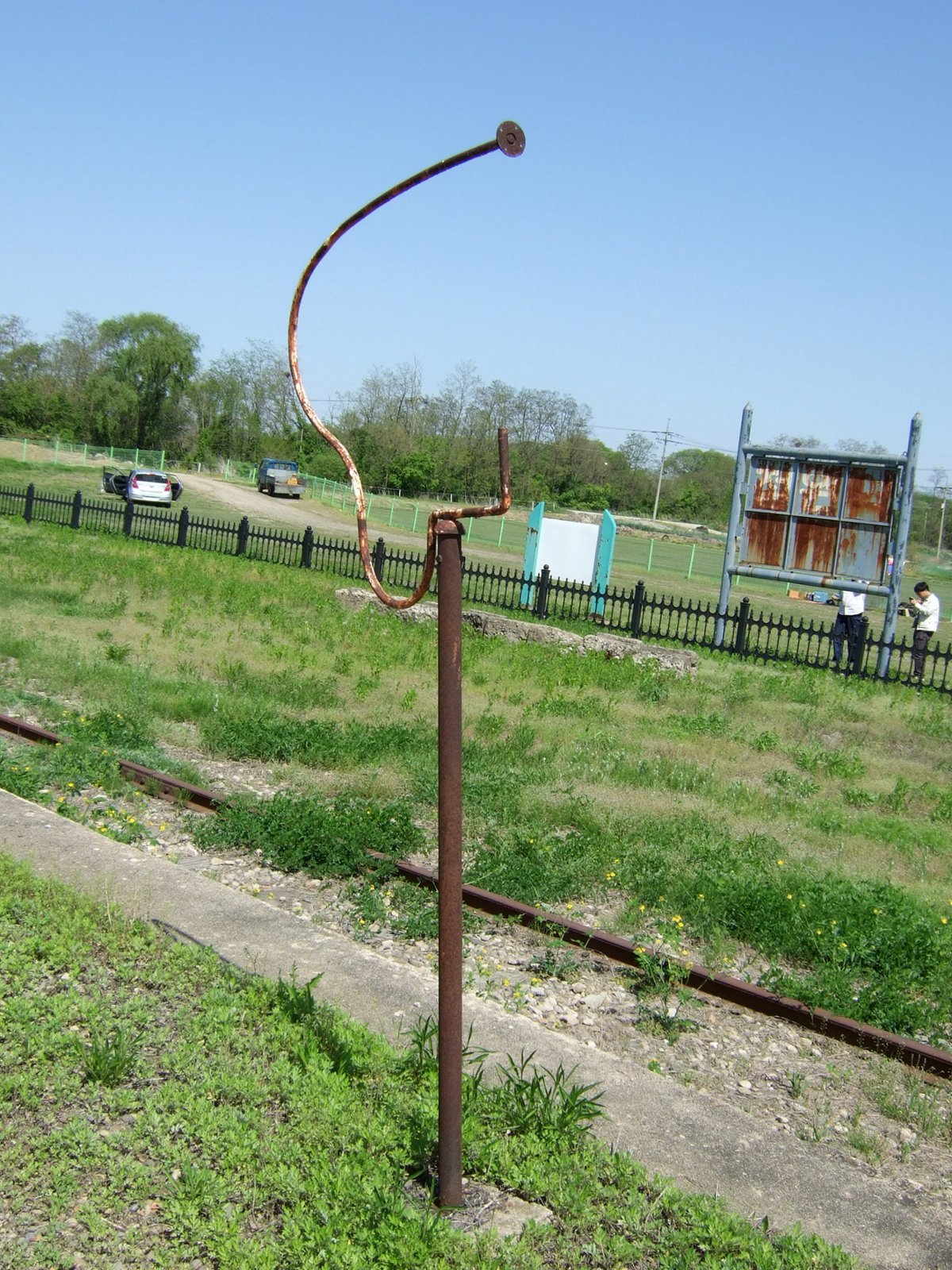
乗り場の通票受器
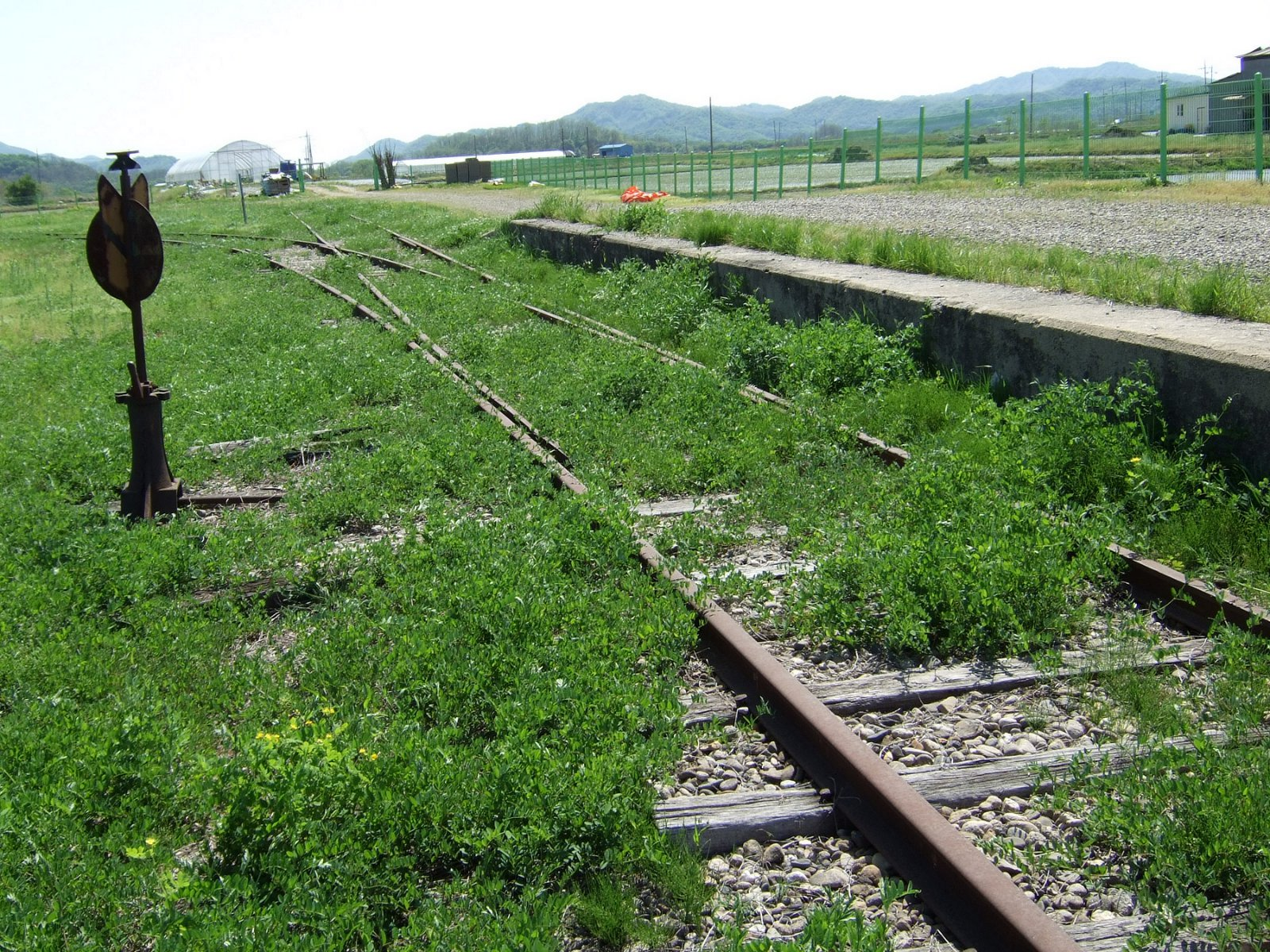
上り (白馬高地・龍山方面)
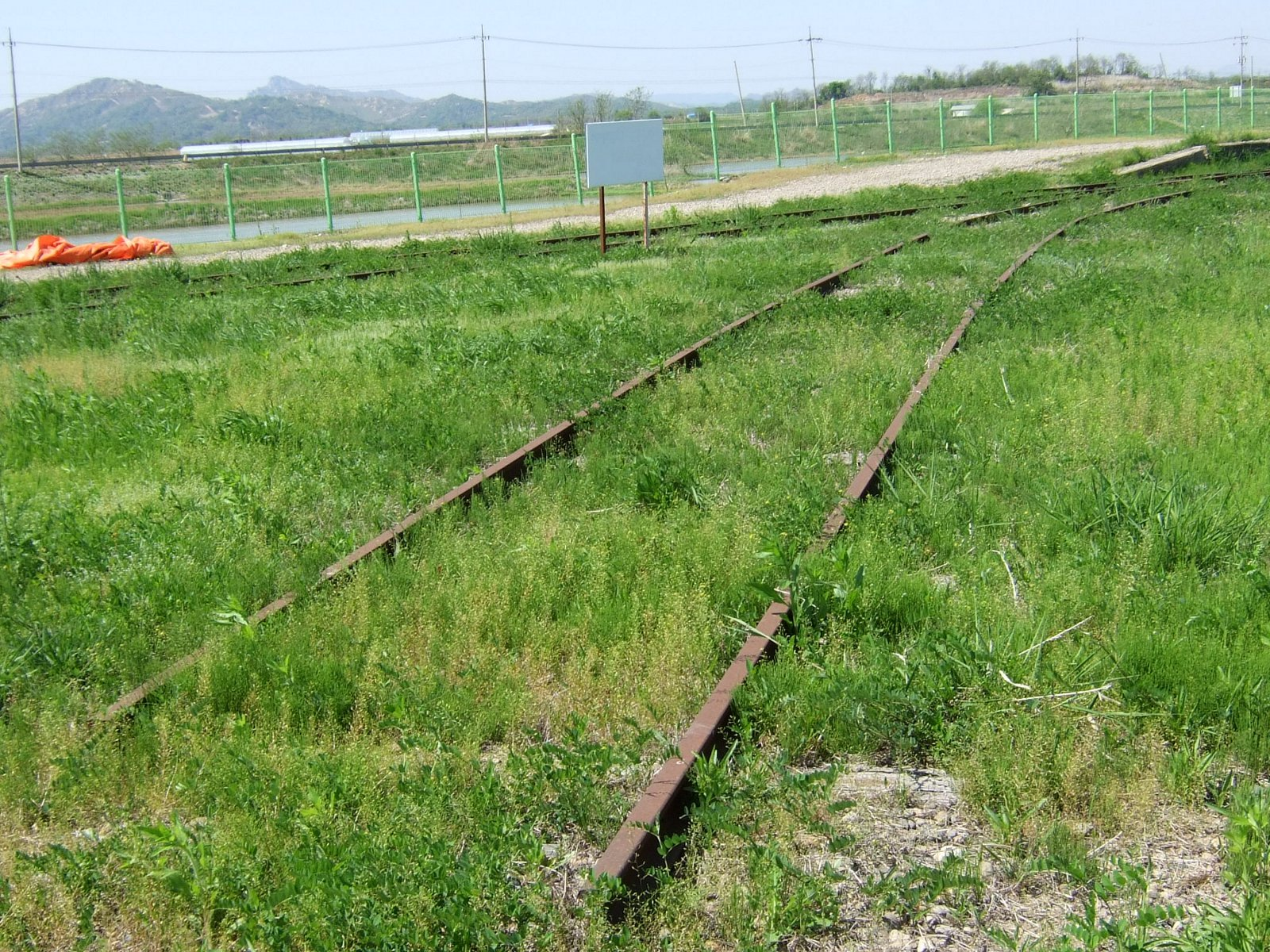
復元された金剛山電気鉄道の線路（実際の配線とは異なる）
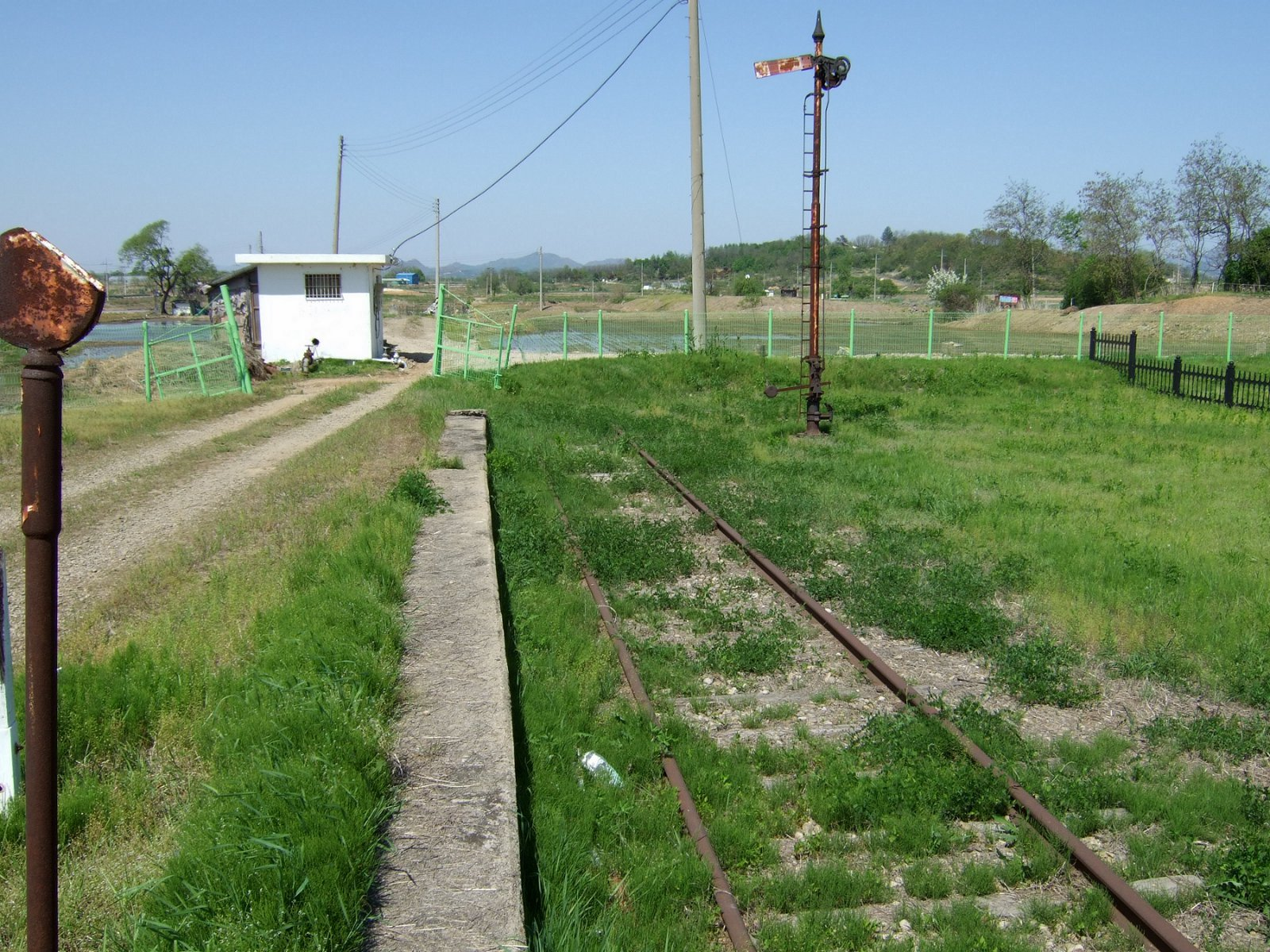
下り (月井里・元山方面)
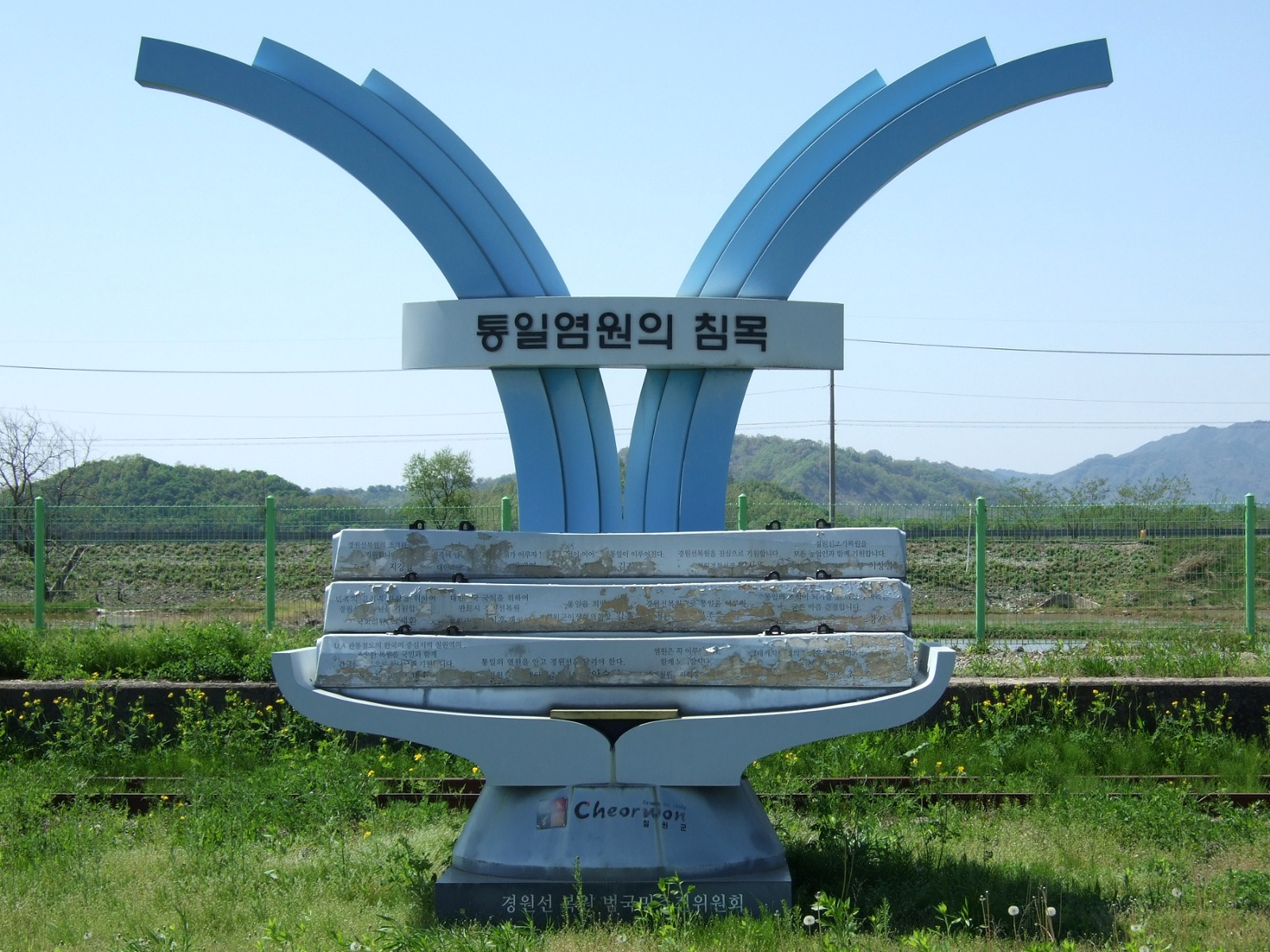
統一念願の枕木紀念碑

## 参照
1. ↑  1945年当時。現在の新炭里駅（当駅から9.3 km）は信号場だった。なお現在、京元線の龍山起点94.4 km地点には白馬高地駅があるが、これは後年に路線が移設されたものであり、当時のルートの龍山起点94.4 km地点に駅はない。

座標: 北緯38度16分26秒 東経127度11分40秒 / 北緯38.274015度 東経127.194484度